# 光州学生事件
光州学生事件（こうしゅうがくせいじけん）、あるいは光州学生独立・光州学生運動（광주학생운동）は、1929年に日本統治時代の朝鮮の光州で起こった喧嘩の対応を巡って朝鮮人学生による抗議を巻き起こした。

## 概要
1929年10月30日、全羅南道の羅州行きの列車で日本人中学生生徒の福田修三らが朝鮮人女子生徒の朴己玉らをからかったとして、朴己玉の従兄弟の朴準埰が福田を殴り、日本人生徒と朝鮮人生徒の間に決闘が始まった。この際、警察が朴準埰と朝鮮人生徒だけを逮捕したので、生徒の不満が高まった。これが原因となり、11月3日、朝鮮人生徒らは日本の警察や日本学生寄りの報道をした「光州日報」に抗議をし、また朝鮮人学生と日本人学生の衝突が発生し、警察が朝鮮人学生を検挙した。
これを発端として光州高等普通学校の生徒を激高させ、検挙者の釈放を求めるとともに、日本による統治政策を批判し、デモを展開した。デモは1926年11月3日に同校の生徒が組織した「醒進会（성진회、ソンジンフェ）」が先導していた。その中の250人の朝鮮人が逮捕され、朝鮮人生徒らは同盟休学を結成し、日本に抗議した。
この学生運動に際して、民族主義者と社会主義者の連帯によって結成されていた新幹会が、現地に弁護士金炳魯らの調査団を派遣して事件の実態を公表する大会を準備したが、方針の対立を巡って解散したことによって失敗に終わった。この運動は朝鮮各地で1930年まで続いたとされ、合計4万人以上の学生を動員したとされる。1953年に大韓民国はこの日を記念するため、11月3日を「学生の日」とした。

## スローガン
当時のスローガンは「生徒・大衆よ、起きよう！我々のスローガン下へ。」から始まる。
- 検挙された生徒らは我々の手で奪還しよう。
- 警察の校内進入は絶対反対。
- 言論・出版・集会・結社・示威の自由を獲得しよう。
- 植民地的奴隷教育制度を撤廃せよ。
- 社会科学研究の自由を獲得しよう。
- 全国学生代表者会議を開催せよ。

## 光州学生事件を題材とした作品
- クァンジュの叫び (1985年) - 北朝鮮映画